# Histoire militaire de l'Écosse
 (mai 2025).
Si vous disposez d'ouvrages ou d'articles de référence ou si vous connaissez des sites web de qualité traitant du thème abordé ici, merci de compléter l'article en donnant les références utiles à sa vérifiabilité et en les liant à la section « Notes et références ».
L’histoire militaire de l’Écosse se divise en deux grandes périodes du fait de l’histoire même de cette nation.
La première débute au Xe siècle avec l'émergence du royaume d'Alba qui va donner à l'Écosse ses frontières actuelles, et se termine en 1707 avec l'Acte d'Union qui rattache ce pays à l'Angleterre. Elle est marquée par des guerres contre ce pays ainsi que par des luttes intestines entre les différents peuples et clans. La seconde est incluse dans l'histoire militaire du Royaume-Uni et s'écrit encore aujourd'hui, ses forces armées faisant partie de l'armée britannique.

## Avant 1707

### L’invasion romaine
En 82 apr.J.C les Romains arrivent en Écosse, qu'ils désignent sous le nom de Calédonie. Voulant imposer leur discipline et la domination romaine, ils tentent de mettre à genoux les peuples vivant sur place. Leurs espoirs de conquêtes se trouvent rapidement déçus. Bien qu'ils remportent un certain nombre de batailles, comme nous le faisait remarquer Tacite dans ses écrits sur leurs victoires contre les Pictes ("peuple peint"), les Romains abandonnent leurs ambitions jugeant que les efforts qu'il faudrait fournir pour annexer la Calédonie seraient trop importants par rapport aux bénéfices qu'ils pourraient tirer de ce territoire. Cependant pour contenir les Calédoniens, ils élèvent le mur d'Hadrien entre Wallsend sur la côte est et Bowness-on-Solway à l'ouest. Plus tard ils construisent le mur d'Antonin, au nord du premier et plus court. En 400, les Romains abandonnent leurs avant-postes du nord. Mais Rome aura tout de même porté son influence : le kilt écossais serait originaire de la toge romaine.

### Les guerres contre les Vikings
Un Viking du nom de Bratoxi lança la première vague d'assaut après que son frère Alboe fut revenu de l'ile. Il s'était échoué avec son équipage sur la côte méridionale de l'ile. Ils parcoururent les environs dans le but de rassembler suffisamment de matériel pour réparer leur drakkar. Leur rencontre avec le peuple d'Écosse laissa "un fort sentiment de dégoût" à Alboe qui ne comprenait pas comment un peuple pouvait vivre d'une manière aussi dépravée. Après quelques jours, ils étaient à nouveau sur la mer, voguant vers leur ile natale. Après une longue audition avec son frère, Bratoxi décida de réunir une troupe de combattants aguerris et d'attaquer cette ile primitive. Le massacre commença et la population sera rapidement soumise et cela pour une période variant de 600 à 1 200 années selon différents experts.

### La guerre au Moyen Âge
Après la « conquête normande » de David Ier, les guerriers écossais se divisent en deux catégories. D'une part ceux originaires de l’exercitus Scoticanus (lit. « armée gaélique »); et d'autre part ceux de l’exercitus militaris (lit. « armée féodale »). L'armée gaélique forme alors la majeure partie de toutes les armées écossaises ayant précédé l'époque des Stuart, mais dans le contexte plus large de la chevalerie européenne (en réalité française) la partie féodale est la plus prestigieuse. Les Scots d'origine, comme tous les européens du début du Moyen Âge, pratiquent des rafles d'esclaves, vraisemblablement entre eux. Cependant, la principale source traitant de ces pratiques ne parle d'elles que contre leurs voisins Normands et Anglo-Saxons d'après la conquête de l'Angleterre. John Gillingham explique que c'est ce type de coutumes qui fait apparaître les Scots comme particulièrement barbares aux yeux des Français qui ont abandonné depuis longtemps ce type de guerre.

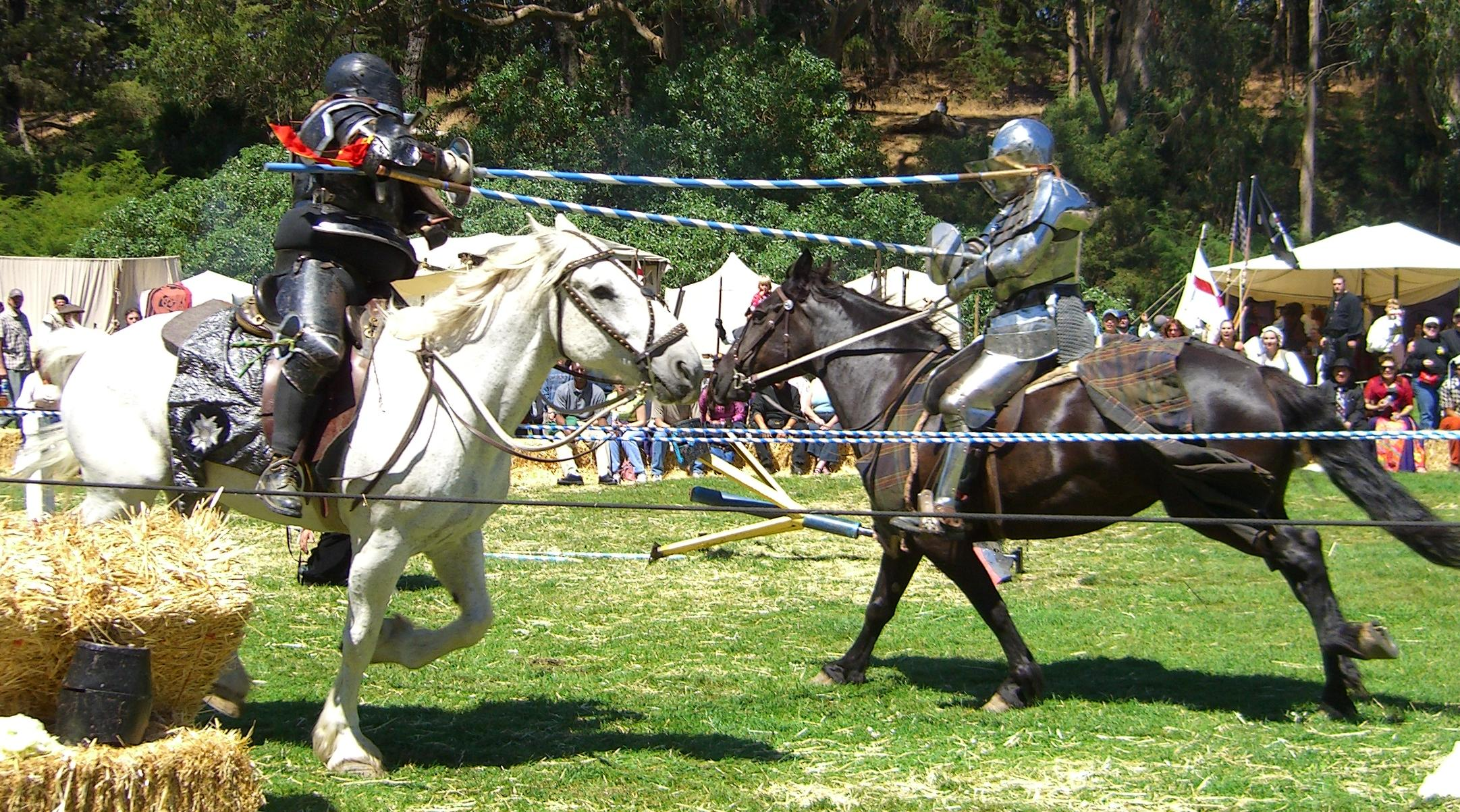
La joute était le divertissement principal des aristocrates d'origine française au Moyen Âge. Beaucoup de rois écossais prirent part aux tournois, fait rappelé par le Parzifal de Wolfram von Eschenbach.

Comme pour beaucoup de changements ayant eu lieu durant cette période, on peut faire remonter la création de l'armée féodale au règne de David Ier, bien que les chevaliers français et anglais furent quelque peu utilisés par ses prédécesseurs. Les sources contemporaines témoignent bien de la pression que ces chevaliers produisirent. À la bataille de l'Étendard, les Gaels s'opposent au placement de soldats français dans l'avant-garde de l'armée royale. Ailred de Rievaulx attribue cette opposition aux Galwegiens, mais il est établi que ce sont surtout les Gaèls écossais de manière générale, dont le porte-parole est Máel Ísu, puis le Mormaer de Strathearn et des nobles de haut rang au sein de l'armée.
Les avantages de la culture militaire française sont nombreux. Les chevaliers français utilisent de coûteuses armures complètes, tandis que les Écossais sont « nus » (d'armure plus que d'habits). Ils possèdent une cavalerie lourde, de nombreuses armes telles que des arbalètes et des engins de siège, et des techniques de fortifications beaucoup plus perfectionnées que celles des Écossais. De plus, leur culture, particulièrement l'idéologie féodale, fait d'eux des vassaux fidèles, beaucoup plus dépendants du roi du fait de leur origine étrangère. Au cours du temps, les Écossais eux-mêmes deviennent comme les chevaliers français, et ceux-ci adoptent un grand nombre de pratiques gaéliques, tant et si bien qu'à la fin de la période une culture militaire syncrétique existe dans le royaume. Quand l'armée féodale est détruite à la bataille de Dunbar, les Écossais sont une nouvelle fois dépendants de l'armée gaélique. Cependant, grâce à deux siècles d'adaptation et à la domination du Scoto-Normand Robert Bruce, qui parle le gaélique, cette armée parvient à résister aux tentatives de mainmise de la couronne d'Angleterre.

### Les guerres contre l’Angleterre
Les guerres d'indépendance de l'Écosse sont une série de campagnes militaires qui opposent l’Écosse à l’Angleterre durant la fin du XIIIe siècle et le début du XIVe siècle.
La Auld Alliance est une alliance entre la France, la Norvège et l'Écosse, aux dépens de l’Angleterre. Elle remonte à 1165 lorsque Guillaume le Lion adressa une ambassade à Louis VII de France bien que la première trace écrite de cette alliance soit le traité signé à Paris le 23 octobre 1295 entre les représentants de Jean Balliol et Philippe le Bel. Aux XIVe et XVe siècles, le traité fut invoqué à six reprises.
La Première Guerre (1296-1328) débute avec l’invasion anglaise de l’Écosse et se termine avec la signature du traité d’Édimbourg-Northampton en 1328. Le 23 février 1296, le parlement écossais ratifie le traité d’alliance signé avec la France. Ce traité prévoyait que si l’un des États subissait une attaque de l’Angleterre, l’autre État envahirait l’Angleterre, comme le montre l’exemple de la bataille de Flodden Field en 1513. Les 23 et 24 juin 1314, à la bataille de Bannockburn, Robert Bruce écrase la chevalerie anglaise pourtant très supérieure en nombre grâce à une armée essentiellement composée d’hommes d’armes à pied protégés des charges par un premier rang de piquiers. En 1326, Robert Bruce renouvèle la Vieille Alliance par le traité de Corbeil.
La 2e guerre d'indépendance d'Écosse éclate lors de l’invasion d’Édouard Balliol, soutenu par les Anglais, en 1332, et se termine en 1357 à la signature du traité de Berwick. Depuis 1296, profitant de la mort d’Alexandre III sans héritier mâle et une tentative de prise de contrôle par mariage, l’Angleterre considère l’Écosse comme un État vassal. Cependant, les Écossais ont contracté avec la France la Auld Alliance le 23 octobre 1295. Échaudés par la cuisante défaite subie à Bannockburn, les Anglais adaptent  leur manière de combattre en diminuant la cavalerie mais en utilisant plus d’archers et d’hommes d’armes à pied protégés des charges par des pieux plantés dans le sol (ces unités pour accroitre leur mobilité se déplacent à cheval mais combattent à pied),. Édouard III met en œuvre cette nouvelle façon de combattre en soutenant Édouard Balliol contre les partisans de David II, le fils de Robert Bruce. Grâce à cette tactique, les Anglais remportent plusieurs batailles importantes dont la bataille de Dupplin Moor en 1332 et celle de Halidon Hill en 1333. David II doit s’enfuir et trouve refuge en France où il est accueilli par Philippe VI de Valois. Édouard Balliol devient roi d’Écosse, vassal de l’Angleterre et honni par son peuple. Grâce à cette campagne Édouard III peut disposer d’une armée moderne et rodée aux nouvelles tactiques (il y a aussi expérimenté la stratégie des chevauchées qui consiste à piller le pays sur des distances énormes grâce à une armée montée). Il utilisera ces nouvelles tactiques avec succès lors de la première phase de la guerre de Cent Ans.
Ces guerres firent partie d’une grande crise nationale pour l’Écosse et l’époque devint décisive pour l’histoire du pays. À la fin des deux guerres, l’Écosse maintint son statut de nation libre et indépendante, ce qui fut son objectif tout au long du conflit.
En 1746, la bataille de Culloden met un terme définitif à son indépendance.  Après cette date, l'Écosse fournira à l'Angleterre ses meilleurs combattants. Mais l'indépendance reste chère au cœur des Écossais.

## Depuis 1707, l’Écosse au sein de l’armée britannique
À la suite de l'Acte d'Union de 1707, l'armée et la marine écossaises fusionnèrent avec celles de l'Angleterre. La nouvelle British Army incorpora donc des régiments existant tels que les Scots Guards, The Royal Scots, King's Own Scottish Borderers, Scots Greys et les Royal Scots Fusiliers. Les trois navires de la petite marine royale écossaise furent eux transférés dans la Royal Navy. Ces nouvelles forces armées furent commandées par le War Office et l'Admiralty tous les deux situés à Londres. Au cours de cette période, les soldats et marins écossais participèrent donc à l'expansion de l'Empire britannique et furent engagés dans de nombreux conflits internationaux comprenant la fin de la guerre de Succession d'Espagne, la  guerre de Sept Ans, la guerre d'indépendance des États-Unis, les guerres napoléoniennes, la guerre de Crimée, la Première et la Seconde Guerre des Boers, les deux guerres mondiales, la guerre de Corée, la guerre des Malouines et plus récemment les deux dernières guerres du Golfe et en Afghanistan